# Soudiebnik

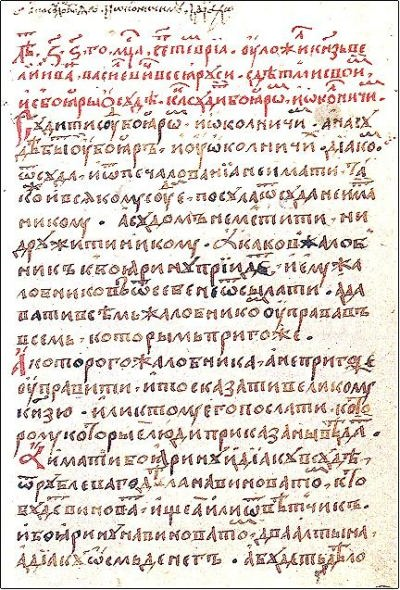
Page manuscrite du Soudebnik de 1497.

Le Soudiebnik (en russe : Судебник) est le premier code de lois spécifique de la Russie moscovite. Il a été promulgué par le grand-prince Ivan III en septembre 1497.

## Contenu
L'unique copie connue de ce document a été découverte en 1817 par l'historien et paléographe Pavel Stroïev et publiée deux ans plus tard. Le texte original était divisé en 94 articles que les historiens de la fin du XIXe siècle ont regroupés en 68 pour plus de clarté. Ce regroupement, bien que parfois contesté, est celui qui est généralement retenu aujourd'hui.
Selon la chronique Tipografskaïa, reprise par Karamzine, le Soudiebnik aurait été compilé par un certain scribe Vladimir Goussev exécuté au printemps de 1498 sur les ordres du grand-prince pour avoir participé à un complot. Cette version est contestée par certains historiens. Selon eux, la compilation du Soudiebnik aurait été l'œuvre d'un groupe de scribes, supervisés par le boyard Ivan Iourievitch Patrikeïev, membre éminent de la Douma des boyards.
Ce code a joué un très grand rôle dans la centralisation de l'État russe et la fin de la féodalité.
Le Soudiebnik prend ses racines notamment dans la Loi russe ou Rousskaïa Pravda et dans la Charte judiciaire de Pskov (en) (Pskovskaïa Soudnaïa Pravda, 1397-1467), mais avec une amélioration des règlements. Il établit un système de corps juridiques de l'État et définit leurs compétences. Il énumère et augmente la liste des actes punissables par l'État (sédition, sacrilège, calomnie). Il énonce aussi les sortes de punition (flagellation, peine de mort) pour chaque crime.
Bien que le souverain ait maintenant préséance sur le pouvoir des boyards, leurs droits sont tout de même protégés à l'intérieur de leurs terres. Ils peuvent en effet punir leurs paysans sans que l'État puisse intervenir. Le droit du paysan de louer ses services à un autre boyard est maintenant limité. Le Soudiebnik fixe un prix et une date dans l'année (en novembre) pour les paysans qui veulent changer de seigneur féodal. En fait, ce code de lois est le premier pas vers un asservissement de la classe paysanne.

## Versions ultérieures
Un nouveau Soudiebnik, promulgué en 1550 par Ivan le Terrible, modernise celui d'Ivan III. Il crée des embryons de ministères, et les fonctions de leur bureaucratie sont élargies.
En 1589, sous le règne le tsar Fédor Ier, un Soudiebnik est élaboré se fondant sur celui d'Ivan IV.